# Svartnäbbad buskhöna
Svartnäbbad buskhöna (Talegalla fuscirostris) är en fågel i familjen storfotshöns inom ordningen hönsfåglar.

## Utseende och läte
Svartnäbbad buskhöna är en stor och svart marklevande hönsfågel. Den har bar grå hud i ansiktet, svart näbb och lysande gula ben. Lätet är ett grovt "rawk! rak-rak-rak-rak!", med längre och mörkare första ton och de efterföljande toner upprepade. 

## Utbredning och systematik
Svartnäbbad buskhöna delas in i fyra underarter med följande utbredning:
- T. f. meyeri – nordvästra Nya Guinea (låglänta områden runt Cenderawasihviken)
- T. f. aruensis – Aruöarna och sydcentrala Nya Guinea (kring Fly River)
- T. f. occidentis – låglänta områden på sydcentrala Nya Guinea, direkt söder om de centrala bergskedjorna
- T. f. fuscirostris – låglänta områden på sydöstra Nya Guinea

Vissa behandlar svartnäbbad buskhöna som monotypisk, det vill säga att den inte delas in i några underarter.

## Levnadssätt
Svartnäbbad buskhöna hittas i låglänt regnskog. Där lever den mycket tillbakadraget och födosöker på marken efter nerfallen frukt, ryggradslösa djur och till och med små ödlor. Den tillbringar natten uppe i träden. Arten hörs oftare än ses.

## Status och hot
Arten har ett stort utbredningsområde, men tros minska i antal, dock inte tillräckligt kraftigt för att den ska betraktas som hotad. Internationella naturvårdsunionen IUCN listar arten som livskraftig (LC).